# 山谷親平
山谷 親平（やまたに しんぺい、1922年〈大正11年〉11月4日 - 1984年〈昭和59年〉11月28日）は、日本の評論家・ラジオパーソナリティ。福井県出身。日本において実質的な意味で初のラジオパーソナリティであったと言われている。
ジャーナリスト・政治家の山谷えり子（戸籍名は小川恵理子、結婚により改姓）は娘。

## 来歴・人物
実母の実家のあった現在の福井県あわら市（旧・坂井郡芦原町）芦原温泉で生まれる。東京で育ち、日本大学法文学部に進学するが学徒動員となる。1944年（昭和19年）8月、志願して加藤隼戦闘隊（飛行第64戦隊）に加わり、3度撃墜されたが生還した。
戦後は産経新聞政治部記者、福井新聞政経部長を経て、1953年（昭和28年）に福井放送に入社。放送部長（現代で言うところの編成部長的役職であったといわれる）に就き、56年6月1日から当時としては画期的だった朝の生番組『お早う皆さん』を開始し人気を博した。番組は常務取締役編成局長に昇進後も続いた。
しかし、1963年（昭和38年）11月の第30回衆議院議員総選挙・福井県全県区から立候補するため番組も終了となった。この選挙で山谷は落選し、無職となったことから自宅を売り払い、家族を連れて東京に移住。地元・福井に本社を置く福井ビニール（現・フクビ化学工業）の東京営業所長となった。

### ニッポン放送パーソナリティに
1965年（昭和40年）にはニッポン放送で『テレフォン人生相談』のパーソナリティとなり、「絶望は愚か者の結論なりと申します」の名言などで人気を博す。翌66年からは朝のワイド番組『トゥデイ』のパーソナリティに就任。同番組はその後紆余曲折を経て、73年に『山谷親平のお早ようニッポン』となり、長らくニッポン放送の朝の顔として親しまれた。
だが、1984年（昭和59年）11月2日放送分から『お早ようニッポン』を体調不良で休演し、11月28日、入院先の聖路加国際病院で白血病のため死去。62歳没。葬儀・告別式はニッポン放送葬として営まれ、石田達郎同社社長が葬儀委員長を務めた。
結果的に復帰する事のなかった『お早ようニッポン』は、翌年春の改編まで複数人を代役に立ててつなぎ、春からはそれまで8時台を担当していた高嶋ひでたけが『高嶋ひでたけのお早よう!中年探偵団』として『お早ようニッポン』の枠も担当する事となった。

## メディア出演

### ラジオ
- お早う皆さん（福井放送）
- テレフォン人生相談（ニッポン放送）
- トゥディ（ニッポン放送）
- 空からおはよう（ニッポン放送）
- 山谷親平ショウ（ニッポン放送）
- 山谷親平のお早ようニッポン（ニッポン放送）

### テレビ
- ミセス&ミセス（日本テレビ）
- ルックルックこんにちは（日本テレビ）
  - 人生相談コーナーを担当
- リビング4(旧名：東京ホームジョッキー)（フジテレビ）
- 2時の家庭百科（テレビ東京）
- 直言苦言（テレビ神奈川）
- 暮らしのワイド リビング・ポート（テレビ神奈川）

## 著書
- 『愛してふと迷ったときに―あなたの愛と性の悩みにこたえます』（海潮社）ハローブックス、1970年。
- 『女性心理に強くなる法―女ごころのウソ・ホント100のポイント』ダイヤモンド社、1975年。
- 『山谷親平の人生相談―いっしょに悩み,いっしょに考える本』産経新聞社、1975年。
- 『大人の情景』永立出版、1976年6月25日。
- 『朝からいいたい放題―お早ようニッポン傑作選』サンケイ出版、1983年6月。ISBN 978-4383022484

## 参考資料
- 重盛政史のべしゃり寿司
  - 2007年05月18日のネタ「山谷親平さん」
  - 2007年05月25日のネタ「山谷親平さん（その2）」